# Ctenotus youngsoni
Ctenotus youngsoni (шарк-бейський гребневухий сцинк) — вид сцинкоподібних ящірок родини сцинкових (Scincidae). Ендемік Австралії.

## Поширення і екологія
Шарк-бейські гребневухі сцинки мешкають на південно-західному узбережжі затоки Шарк-Бей в Західній Австралії. Вони живуть на прибережних дюнах, порослих сухими чагарниками.